# USS Sea Poacher (SS-406)
USS Sea Poacher (SS-406/AGSS-406) là một  tàu ngầm lớp Balao được Hải quân Hoa Kỳ chế tạo trong Chiến tranh Thế giới thứ hai. Nó là chiếc tàu chiến duy nhất của Hải quân Hoa Kỳ được đặt cái tên này, theo tên một loài trong ho cá biển Agonidae. Nó đã phục vụ trong giai đoạn sau của Thế Chiến II, thực hiện được bốn chuyến tuần tra và đã phá hủy một số tàu nhỏ đối phương. Sau khi xung đột chấm dứt, nó tiếp tục hoạt động rồi được nâng cấp trong khuôn khổ Dự án GUPPY IA, và đã phục vụ trong giai đoạn Chiến tranh Lạnh cho đến năm 1970. Con tàu được chuyển giao cho Peru và hoạt động như là chiếc BAP La Pedrera (S-49) cho đến năm 1995; số phận sau đó của con tàu không rõ. Sea Poacher được tặng thưởng bốn Ngôi sao Chiến trận do thành tích phục vụ trong Thế Chiến II.

## Thiết kế và chế tạo
Thiết kế của lớp Balao được cải tiến dựa trên  tàu ngầm lớp Gato dẫn trước, là một kiểu tàu ngầm hạm đội có tốc độ trên mặt nước cao, tầm hoạt động xa và vũ khí mạnh để tháp tùng hạm đội chiến trận. Khác biệt chính so với lớp Gato là ở cấu trúc lườn chịu áp lực bên trong dày hơn, và sử dụng thép có độ đàn hồi cao (HTS: High-Tensile Steel), cho phép lặn sâu hơn đến 400 ft (120 m). Con tàu dài 311 ft 9 in (95,02 m) và có trọng lượng choán nước 1.526 tấn Anh (1.550 t) khi nổi và 2.424 tấn Anh (2.463 t) khi lặn. Chúng trang bị động cơ diesel dẫn động máy phát điện để cung cấp điện năng cho bốn động cơ điện, đạt được công suất 5.400 shp (4.000 kW) khi nổi và 2.740 shp (2.040 kW) khi lặn, cho phép đạt tốc độ tối đa 20,25 hải lý trên giờ (37,50 km/h) và 8,75 hải lý trên giờ (16,21 km/h) tương ứng. Tầm xa hoạt động là 11.000 hải lý (20.000 km) khi đi trên mặt nước ở tốc độ 10 hải lý trên giờ (19 km/h) và có thể hoạt động kéo dài đến 75 ngày.
Tương tự như lớp Gato dẫn trước, lớp Balao được trang bị mười ống phóng ngư lôi 21 in (530 mm), gồm sáu ống trước mũi và bốn ống phía phía đuôi tàu, chúng mang theo tối đa 24 quả ngư lôi. Vũ khí trên boong tàu gồm một hải pháo 4 inch/50 caliber, một khẩu pháo phòng không Bofors 40 mm nòng đơn và một khẩu đội Oerlikon 20 mm nòng đôi, kèm theo hai súng máy .50 caliber. Trên tháp chỉ huy, ngoài hai kính tiềm vọng, nó còn trang bị ăn-ten radar SD phòng không và SJ dò tìm mặt biển. Tiện nghi cho thủy thủ đoàn bao gồm điều hòa không khí, thực phẩm trữ lạnh, máy lọc nước, máy giặt và giường ngủ cho hầu hết mọi người, giúp họ chịu đựng cái nóng nhiệt đới tại Thái Bình Dương cùng những chuyến tuần tra kéo dài đến hai tháng rưỡi.
Sea Poacher được đặt lườn tại Xưởng hải quân Portsmouth ở Kittery, Maine vào ngày 23 tháng 2, 1944. Nó được hạ thủy vào ngày 20 tháng 5, 1944, được đỡ đầu bởi bà J. H. Spiller, và được cho nhập biên chế cùng Hải quân Hoa Kỳ vào ngày 31 tháng 7, 1944 dưới quyền chỉ huy của Hạm trưởng, Trung tá Hải quân Francis Michael Gambacorta.

## Lịch sử hoạt động

### 1944 - 1945
Sau khi hoàn tất việc chạy thử máy huấn luyện tại các vùng biển ngoài khơi Portsmouth, New Hampshire, và New London, Connecticut, Sea Poacher lên đường đi sang khu vực Mặt trận Thái Bình Dương. Nó băng qua kênh đào Panama và đi đến Trân Châu Cảng vào ngày 25 tháng 10, 1944.
Hai chuyến tuần tra đầu tiên trong chiến tranh của Sea Poacher không mang lại kết quả, nhưng đến chuyến thứ ba tiến hành tại khu vực quần đảo Kuril, vào ngày 15 tháng 5, nó đã dùng hải pháo đánh chìm hai tàu chở hàng nhỏ Lục quân Ume Maru số 56 (100 tấn) và Fukumo Maru (20 tấn) tại tọa độ 45°29′B 149°01′Đ / 45,483°B 149,017°Đ.
Trong chuyến tuần tra thứ tư từ ngày 27 tháng 6, Sea Poacher hoạt động trong thành phần một đội tấn công phối hợp ("Bầy sói") vốn bao gồm các tàu ngầm Cero (SS-225), Angler (SS-240),Moray (SS-300) và Carp (SS-338), để làm nhiệm vụ tìm kiếm và giải cứu hỗ trợ hoạt động không kích ngoài khơi các đảo Hokkaidō và Honshū. Nó đánh chìm hai tàu nhỏ bằng hải pháo trong ngày 20 tháng 7, rồi ba ngày sau đó đã đánh chìm chiếc Kiri Maru số 2 (334 tấn) bằng hải pháo ngoài khơi bờ biển Honshū, tại tọa độ 37°16′B 141°04′Đ / 37,267°B 141,067°Đ. Sau đó từ ngày 24 đến ngày 27 tháng 7, nó tiếp tục phá hủy thêm ba tàu nhỏ bằng hải pháo dọc bờ biển Honshū và trong eo biển Tsugaru. Trong hoạt động tác chiến sau cùng, ba thủy thủ bị thương khi một khẩu pháo Oerlikon 20 mm phát nổ, buộc con tàu phải kết thúc sớm chuyến tuần tra để đưa thương binh về căn cứ Midway.
Sea Poacher đang được tái trang bị tại Trân Châu Cảng khi Nhật Bản chấp nhận đầu hàng vào ngày 15 tháng 8, giúp chấm dứt vĩnh viễn cuộc xung đột.

### 1946 – 1974
Từ năm 1946 đến năm 1949, Sea Poacher đặt căn cứ tại Balboa, Panama trong thành phần Hải đội Tàu ngầm 6, và tham gia huấn luyện và tập trận chống tàu ngầm. Nó được điều đến Key West, Florida và thuyên chuyển sang Hải đội Tàu ngầm 4 vào ngày 1 tháng 6, 1949. Vào năm 1951, tại Xưởng hải quân Charleston, nó là tàu ngầm đầu tiên được hiện đại hóa trong khuôn khổ Chương trình Công suất đẩy dưới nước lớn hơn (GUPPY IA), giúp cải thiện đáng kể tốc độ lặn dưới nước và tầm xa hoạt động.
Trong thời gian còn lại của quãng đời phục vụ, Sea Poacher hầu như hoạt động tại khu vực Key West và vùng biển Caribe, phối hợp cùng các đơn vị thuộc Hạm đội Đại Tây Dương, tham gia các cuộc tập trận trong khuôn khổ Khối NATO, cùng những lượt phục vụ cùng Đệ Lục hạm đội tại Địa Trung Hải. Đang khi hoạt động tại khu vực Key West vào ngày 10 tháng 7, 1952, nó đã giải cứu một khinh khí cầu gặp trục trặc đang trôi nổi trên biển; nó kéo chiếc khinh khí cầu vượt quãng đường 40 mi (64 km) để quay trở về Căn cứ Không lực Hải quân Boca Chica, Florida. Vào tháng 7, 1959, nó được điều động sang Hải đội Tàu ngầm 12, tiếp tục đặt căn cứ tại Key West. Vào mùa Thu năm 1962, nó được bố trí cùng các đơn vị khác thuộc Hạm đội Đại Tây Dương để phong tỏa Cuba do vụ Khủng hoảng tên lửa Cuba.
Vào năm 1969, Sea Poacher được phái sang vùng biển Bắc Đại Tây Dương để tham gia tập trận chống tàu ngầm cùng các đơn vị hải quân Tây Ban Nha và Bồ Đào Nha, kéo dài gần bốn tháng. Khi quay trở về Key West, nó tiếp tục hoạt động huấn luyện tại vùng biển Caribe cho đến ngày 20 tháng 10, khi nó đi đến Xưởng hải quân Philadelphia để chuẩn bị ngừng hoạt động. Nó được xếp lại lớp như một "tàu ngầm phụ trợ" và mang ký hiệu lườn mới AGSS-406 vào ngày 1 tháng 11, 1969, rồi được cho xuất biên chế vào ngày 15 tháng 11, 1969, và được đưa về Hạm đội Dự bị Đại Tây Dương, neo đậu tại Philadelphia, Pennsylvania. Nó được xếp lại lớp và quay trở lại ký hiệu lườn cũ vào ngày 30 tháng 6, 1971. Tên nó được cho rút khỏi danh sách Đăng bạ Hải quân vào ngày 15 tháng 8, 1973, và con tàu được bán cho Peru vào ngày 1 tháng 7, 1974.

### BAPLa Pedrera(S-49)
Được chuyển giao trong khuôn khổ Chương trình viện trợ quân sự, con tàu nhập biên chế cùng Hải quân Peru như là chiếc BAP Pabellón de Pica (S-49), nhưng chỉ vài tuần sau đó lại đổi tên thành La Pedrera. Chiếc tàu ngầm ngừng hoạt động vào năm 1995, và chuyển sang sử dụng như một tàu huấn luyện cố định. Số phận sau cùng của con tàu không rõ.

## Phần thưởng
Sea Poacher được tặng thưởng bốn Ngôi sao Chiến trận do thành tích phục vụ trong Thế Chiến II.
|  |                                                       |  |
|  | Bronze star · Bronze star · Bronze star · Bronze star |  |

| Dãi băng Hoạt động Tác chiến  |                                                                         |                                      |
| Huân chương Chiến dịch Hoa Kỳ | Huân chương Chiến dịch Châu Á-Thái Bình Dương với 4 Ngôi sao Chiến trận | Huân chương Chiến thắng Thế Chiến II |